# 1992 XF
1992 XF är en asteroid i huvudbältet som upptäcktes den 15 december 1992 av de båda japanska astronomerna Seiji Ueda och Hiroshi Kaneda i Kushiro.
Asteroiden har en diameter på ungefär 11 kilometer.